# Maris et Femmes
Pour plus de détails, voir Fiche technique et Distribution.
Maris et Femmes (Husbands and Wives) est un film américain réalisé par Woody Allen, sorti en 1992.

## Synopsis
Jack et Sally annoncent à leurs amis Gabe et Judy qu'ils se séparent. La nouvelle fait l'effet d'un coup de tonnerre et remet en cause les certitudes de ce quatuor d'intellectuels new-yorkais et de leurs amis. S'ensuit un chassé-croisé amoureux entre les différents protagonistes du récit.

## Fiche technique
- Titre français : Maris et Femmes
- Titre original : Husbands and Wives
- Réalisation : Woody Allen
- Scénario : Woody Allen
- Photographie : Carlo Di Palma
- Montage : Susan E. Morse
- Production : Robert Greenhut
- Sociétés de production : Jack Rollins & Charles H. Joffe Productions & TriStar Pictures
- Société de distribution : TriStar Pictures
- Pays de production :  États-Unis
- Langue : Anglais
- Format : Couleur - Dolby SR - 35 mm - 1.85:1
- Genre : Comédie dramatique
- Durée : 108 min
- Dates de sortie :
  - États-Unis : 18 septembre 1992
  - France : 2 décembre 1992

## Distribution
- Woody Allen (VF : Bernard Murat) : Gabe Roth
- Mia Farrow (VF : Frédérique Tirmont) : Judy Roth
- Sydney Pollack (VF : Sady Rebbot) : Jack
- Judy Davis (VF : Évelyn Séléna) : Sally
- Bruce Jay Friedman : Peter Styles
- Cristi Conaway (VF : Kelvine Dumour) : Shawn Grainger
- Timothy Jerome (VF : Denis Boileau) : Paul
- Juliette Lewis (VF : Rafaèle Moutier) : Rain
- Lysette Anthony (VF : Laurence Crouzet) : Sam
- Benno Schmidt (VF : Mario Santini) : l'ex de Judy
- Liam Neeson (VF : Richard Darbois) : Michael Gates
- Ron Rifkin (VF : Philippe Ogouz) : Richard
- Blythe Danner (VF : Martine Messager) : la mère de Rain
- Brian McConnachie (VF : Jean Roche) : le père de Rain
- Nora Ephron : une invitée au dîner
- Fred Melamed : Mel (non crédité)

## Autour du film
- Ce film est la dernière des douze réalisations de Woody Allen dans laquelle joue Mia Farrow. En effet, c'est durant le tournage que l'actrice découvre que son compagnon entretient une liaison avec sa fille adoptive, Soon-Yi Previn. Le producteur Robert Greenhut (en) rapporte en effet, dans un documentaire, qu'il a dû convaincre l'actrice de prendre sur elle de revenir sur le plateau pour terminer le film, alors qu'elle ne voulait plus croiser Woody Allen[1].

## Adaptation au théâtre
Une adaptation du scénario pour le théâtre a été réalisée par Christian Siméon en 2016 au Théâtre de Paris.